# Новая Воротовка
Новая Воротовка — посёлок в Беляевском районе Оренбургской области в составе Буртинского сельсовета.

## География
Находится на расстоянии примерно 20 километров по прямой на запад-юго-запад от районного центра села Беляевка.

## Климат
Климат континентальный с холодной часто малоснежной зимой и жарким, сухим летом. Средняя зимняя температура −15,8 °C; Средняя летняя температура +21,2 °C. Абсолютный минимум температур −44 °C. Абсолютный максимум температур +42 °C. Среднегодовое количество осадков составляет 320 мм в год.

## История
Посёлок был основан где-то в 1933 году как посёлок животноводов у скотоводческой фермы и первоначально назывался Ферма № 1 совхоза «Буртинский». Впервые упоминается как пос. Ново-Воротовский в 1956 году, когда стал центром отделения совхоза «Буртинский».

## Население
Постоянное население составляло 118 человек в 2002 году (казахи 89 %), 2 человека в 2010 году.